# Hallennes-lez-Haubourdin
Hallennes-lez-Haubourdin település Franciaországban, Nord megyében. Lakosainak száma 4739 fő (2022. január 1.). Hallennes-lez-Haubourdin Englos, Santes, Sequedin, Beaucamps-Ligny, Erquinghem-le-Sec, Escobecques és Haubourdin községekkel határos.

## Népesség
A település népességének változása:
| Lakosok száma | 3935 | 4144 | 4282 | 4436 | 4727 | 4676 | 4697 | 4718 | 4739 |
|               | 2013 | 2015 | 2016 | 2017 | 2018 | 2019 | 2020 | 2021 | 2022 |